# Epping (Essex)
Pour les articles homonymes, voir Epping (homonymie).
Epping est une ville de l'est de l'Angleterre, dans le comté d'Essex. Sa population est estimée à 11 047 habitants (2001). Elle est la ville natale de Dave Gahan, chanteur du groupe Depeche Mode.

## Curiosités
Quoique Epping ne soit pas dans le Grand Londres, elle n'est pas dotée d'une gare de chemin de fer, mais d'une station du métro de Londres. Elle est le terminus oriental de la Central line.

## Jumelage
- Eppingen (Allemagne)

## Histoire
En juillet et en aout 2025, la localité est le théâtre de manifestations anti-immigration parfois violentes,.

## Personnalités liées à Epping
- David Byron (1947-1985), Il fut le premier chanteur du groupe rock Uria Heep
- Robert Austin (1825-1905), explorateur, y est né,
- Jill Barklem (1951-2017), auteure et illustratrice de livres pour enfants, née à Epping,
- Dodie Clark (1995-), autrice-compositrice-interprète anglaise, y est née aussi,
- Dave Gahan (1962-), chanteur du groupe Depeche Mode, en est natif,
- Alan Miller (1970-2021), footballeur, y est né également.